# 新竹州立農事試驗場
24°49′03″N 120°58′11″E / 24.817435°N 120.969622°E
新竹州立農事試驗場為台灣日治時期新竹州的農業試驗機關，位於新竹市湳雅，成立於1928年。其在戰後作為桃園區農業改良場，並在1993年遷出；在閒置多年後，原址計畫作為台大醫院新竹分院湳雅院區。

## 介紹
臺灣總督府為了鼓勵米種改良，獎勵各廳農會設立水稻育種場，新竹廳農會在1918年創立「農會稻育種場」，專門從事水稻育種改良；因原農場的空間不足，於1919年遷至了新竹街湳雅的萬年溪橋畔。另一方面，桃園廳農會亦於1919年在桃園街小檜溪成立了農會稻育種場。由於1920年的地方制度改為州廳制，原桃園與新竹廳的農會合併為新竹州農會，原桃園廳農會稻育種場即改為新竹育種場桃園支場，並在1923年廢止，與新竹本場合併。1928年4月，其改制為「新竹州立農事試驗場」，主要從事水稻改良試驗、育成等農業相關調查及講習。1937年，增加蔬菜試驗項目，如胡瓜、越瓜、茄子、番茄、菜豆、甘藍等蔬菜；1938年，增加特用作物試驗項目，如棉花、苧麻、黃麻、毛魚藤、香茅、芝麻、花生、蕓薹。其他的試驗包含綠肥栽培試驗、水田堆肥試驗、耕地防風林試驗和水稻害蟲驅除試驗等。

## 戰後
1945年，新竹州立農事試驗場改為「新竹縣立農業試驗場」；1938年，改為「新竹縣農林總場」；1950年，因改隸屬臺灣省政府農林廳而改名為「新竹區農林改良場」；1960年，再改制為「新竹區農業改良場」。新竹區農業改良場於1982年1月與臺北區農業改良場合併為「桃園區農業改良場」，仍沿用原新竹區農改場作為辦公場址，直至1993年遷至桃園縣新屋鄉，為現今的農委會桃園區農業改良場。位於湳雅的土地經多年閒置，後來計畫作為台大醫院新竹分院湳雅院區，在2018年11月完成了土地市地重劃和綠美化工程。